# ماهانورو
ماهانورو (به لاتین: Mahanoro) یک منطقهٔ مسکونی در ماداگاسکار است که در ماهانورو واقع شده‌است. ماهانورو ۲۶۴٫۴۰ کیلومتر مربع مساحت و ۳۷٬۸۰۰ نفر جمعیت دارد.